# Френштат под Радхоштјем
Френштат под Радхоштјем (чеш. Frenštát pod Radhoštěm) град је у Чешкој Републици, у оквиру историјске покрајине Моравске. Френштат под Радхоштјем је у оквиру управне јединице Моравско-Шлески крај, где припада округу Нови Јичин.
Френштат под Радхоштјем је једно од најпознатијих зимских туристичких одредишта у Чешкој Републици.

## Географија
Френштат под Радхоштјем се налази у североисточном делу Чешке републике. Град је удаљен 370 км источно од главног града Прага, а од првог већег града, Остраве, 40 км јужно.
Град Френштат под Радхоштјем се налази у чешком делу Моравске. Град се образовао на ушћу речица Ломне и Лубине, испод планина Радхошт. Надморска висина града је око 400 м, а подручје око града је брдско-планинско.

## Историја
Подручје Френштата под Радхоштјем било је насељено још у доба праисторије. Насеље под данашњим називом први пут се у писаним документима спомиње у 1382, а почетком 16. века насеље је добило градска права.
Године 1919. Хлучин је постао део новоосноване Чехословачке. У време комунизма град је нагло индустријализован. После осамостаљења Чешке дошло је до опадања активности тешке индустрије и до проблема са преструктурирањем привреде.

## Становништво
Френштат под Радхоштјем данас има око 11.000 становника и последњих година број становника у граду опада. Поред Чеха у граду живе Словаци и Роми.

## Галерија
- Поглед на Френштат и околину
- Градска кућа Френштата ноћу
- Скијашка подручја изнад Френштата
- Градска жлезничка станица